# Eric Seward
William Eric Louis Seward (* 6. Juli 1891 in Melbourne, Australien; † 11. Oktober 1975) war ein britischer Schwimmer.

## Karriere
Seward wurde 1891 als Sohn eines Weinhändlers im australischen Melbourne geboren. Nachdem er sich als Kind eine doppelte Lungenentzündung zuzog, wanderte die Familie auf ärztliches Anraten in das Vereinigte Königreich aus. Dort begann er im Alter von 13 Jahren den Schwimmsport. 1908 nahm er mit 17 Jahren an den Olympischen Spielen in London teil. Im Wettbewerb über 100 m Rücken scheiterte er im Vorlauf. Nach einem Autounfall im Jahr 1912 musste er seine Schwimmkarriere stark einschränken. 1915 wurde der Sportler als Pilot in das Royal Flying Corps aufgenommen. Hier diente er unter anderem in Palästina. Später war er als Geschäftsmann tätig.